# Sidewalk
En danse, le sidewalk est un mouvement de pas glissé du popping.
On peut dire qu'il est en quelque sorte un cousin proche du moonwalk (aussi appelé back-slide). 
Le sidewalk fait donc partie des pas de « danse à illusion ». En effet, il s'agit de glisser sur le côté d'une manière à donner l'impression de flotter. 
Michael Jackson le réalisait souvent lors de ses concerts sur le titre de Billie Jean.
Pour bien le réaliser, il faut, après avoir appris le pas lui-même, effectuer quelques mouvements de tête ou de bras (notamment la tête qui tourne tout en restant horizontale et sans bouger les épaules).
Beaucoup de vidéos (YouTube, Dailymotion, etc.) expliquent (plus ou moins bien) comment réaliser ce pas, qui est difficile à expliquer à l'écrit.